# Шелопугіно
Шелопу́гіно (рос. Шелопугино) — село, центр Шелопугінського району Забайкальського краю, Росія. Адміністративний центр Шелопугінського сільського поселення.

## Населення
Населення — 3274 особи (2010; 3571 у 2002).
Національний склад (станом на 2002 рік):
- росіяни — 99 %